# Devery Henderson
Devery Vaughn Henderson Jr. (Lafayette, 26 marzo 1982) è un giocatore di football americano, di nazionalità statunitense che ha giocato nel ruolo di wide receiver nella National Football League (NFL). Fu scelto nel corso del secondo giro (50º assoluto) del Draft NFL 2004 dai Saints. Al college ha giocato a football all'Università della Louisiana.

## Carriera professionistica

### New Orleans Saints
Henderson fu scelto dai Saints nel corso del secondo giro del Draft 2004. Nella sua stagione da rookie entrò in campo solamente una volta, mentre dalla successiva trovò maggiormente spazio, disputando 15 partite, tre delle quali come titolare, ricevendo 22 palloni per 343 yard e due touchdown.
Il 5 novembre 2006, Devery giocò una delle migliori gare della propria carriera professionistica contro i Tampa Bay Buccaneers, quando ricevette 3 passaggi per 111 yard e 2 touchdown. Henderson in seguito ricevette 158 yard su 5 prese, compreso un touchdown da 76 yard, contro gli Atlanta Falcons il 26 novembre 2006. Il 10 dicembre 2006, Henderson ricevette due passaggi da Drew Brees per 92 yard e un touchdown, contribuendo alla vittoria dei Saints sui favoriti Dallas Cowboys 42-17 nel Sunday Night Football.
Il 2 marzo 2009, Henderson prolungò il suo rapporto contrattuale coi Saints. Nella stagione 2009 egli chiuse col proprio primato di yard ricevute con 804. I Saints iniziarono la stagione vincendo le prime 13 partite consecutive, prima di perdere le ultime tre. La possibilità di saltare il turno delle wild card si rivelò di gran beneficio per la squadra, che poté ritemprarsi dopo il difficile finale di stagione regolare. Nel division round dei playoff, i Saints superarono i Cardinals 41-14 e nella finale della NFC i Minnesota Vikings per 31-28 nei tempi supplementari.  Il 7 febbraio 2010, i Saints sconfissero i favoriti Indianapolis Colts nel Super Bowl XLIV disputato a Miami e Devery si laureò per la prima volta campione NFL. In quella partita, Henderson ricevette 7 palloni per 63 yard.
Nella stagione 2010, Henderson giocò tutte le 16 gare stagionali, undici come titolare, totalizzando 464 yard ricevute e un touchdown. I Saints campioni in carica furono eliminati nel turno delle wild card dai Seattle Seahawks.
Il 18 settembre 2011, Henderson segnò il più lungo touchdown su ricezione della carriera con 79 yard. La sua stagione si concluse giocando tutte le partite (13 da titolare) con 503 yard e 2 touchdown. I Saints chiusero con un record di 13-3 vincendo la propria division. Essi nel primo turno di playoff eliminarono i Detroit Lions ma furono eliminati nel turno successivo dai San Francisco 49ers.
Nella settimana 5 della stagione 2012 i Saints vinsero la prima gara della stagione con Devery che giocò una grande prestazione ricevendo 123 yard e segnando un touchdown

## Vittorie e premi
- Super Bowl : 1 Vincitore del Super Bowl XLIV

## Statistiche
| Partite totali         | 108   |
| Yard su ricezione      | 4.061 |
| Touchdown su ricezione | 19    |